# Batalla de Chihuahua (1866)
La batalla de Chihuahua tuvo lugar el 25 de marzo de 1866 en la ciudad de Chihuahua en el estado de Chihuahua, México, entre elementos del ejército mexicano de la república, al mando del Coronel Luis Terrazas y tropas francesas al servicio del Segundo Imperio Mexicano compuesta de soldados franceses y conservadores mexicanos durante la Segunda Intervención Francesa en México. El ataque a la capital del estado de Chihuahua, comenzó a las 8 de la mañana del 25 de marzo de 1866, encabezada por el Coronel Luis Terrazas, quien se percató que el ejército imperialista se encontraba posesionado de esta plaza y que ellos mismos pretendían iniciar un movimiento por las cercanías del lugar.

## Batalla
El coronel Terrazas, ordenó a sus tropas de caballería dar batalla contra el flanco izquierdo enemigo, logrando así capturar muchos prisioneros y el desalojo de gran parte de los edificios del lugar. Ya casi ganada la batalla para los republicanos, el Coronel Terrazas ordenó el asalto final, al mando de Sóstenes Rocha, quien con su artillería logró acabar completamente con varios grupos de resistencia imperial, lo relevante fue que se efectuó un disparo de artillería desde lo que hoy es el parque Lerdo, que logró dar de lleno a una campana de la catedral en donde se atrincheraron los conservadores y los leales al emperador de tal suerte que el ruido ensordecedor los hizo abandonar sus puestos de batalla, y con esto para el anochecer finalmente se rindieron; mientras las tropas de tierra ocupaban la plaza en forma contundente. A las once de la noche se dio la rendición completa de los imperialistas, que se convirtieron en más de 200 prisioneros además de que se les confiscó mucho material de guerra, según lo escrito por el Coronel al Gral. Ignacio Mejía, entonces Secretario de Guerra y Marina.
- Datos: Q18148982